# Truppenübungsplatz Lehnin
Der Truppenübungsplatz Lehnin ist ein militärischer Übungsplatz im Landkreis Potsdam-Mittelmark im Bundesland Brandenburg in Deutschland. Der Übungsplatz ist dem Unterstützungskommando der Bundeswehr unterstellt und gehört zum „Bereich Truppenübungsplatzkommandantur OST“.

## Geographie

### Lage und Ausdehnung
Der Truppenübungsplatz (TrÜbPl) Lehnin liegt rund 25 Kilometer südwestlich von Potsdam umgeben von märkischen Kiefernwäldern. Seinen Namen hat er von dem Ort Lehnin, in dem 1180 eine Zisterzienserabtei gegründet wurde. 1542 säkularisiert, beherbergt das Kloster Lehnin heute das Luise-Henrietten-Stift der Evangelischen Landeskirche Berlin-Brandenburg mit diakonischen Einrichtungen.
Folgende Städte und Gemeinden grenzen an den Truppenübungsplatz Lehnin, sie werden im Uhrzeigersinn beginnend im Norden genannt und gehören zum Landkreis Potsdam-Mittelmark: Emstal, Busendorf, Borkwalde, Borkheide, Neuendorf, Brück, Freienthal, Damelang, Cammer, Oberjünne, Michelsdorf, Kloster Lehnin und Rädel.
Mit seinen 7258 Hektar ist Lehnin einer der kleineren deutschen Truppenübungsplätze, der allerdings intensiv genutzt wird. In der Fläming-Kaserne können 550 und im Biwak weitere 450 Soldaten untergebracht werden.

### Klima
Auf dem TrÜbPl herrscht ein überwiegend kontinentales Klima mit einer Jahresmitteltemperatur von 8 °C; geringe jährliche Niederschlagsmenge von 550 mm, wenige Nebeltage im Herbst und Winter.

## Beschreibung
Wegen der nachfolgend beschriebenen Übungsmöglichkeiten im urbanen Umfeld wird der Übungsplatz von Bundeswehreinheiten aus ganz Deutschland, Truppen anderer verbündeter Nationen, Landes-, Bundespolizei, der Sicherungsgruppe des Bundeskriminalamtes und dem Technischen Hilfswerk (THW) sowie zivilen nichtstaatlichen Hilfsorganisationen, wie dem Deutschen Roten Kreuz (DRK) genutzt. Weiterhin hat die Hilfsorganisation @fire – Internationaler Katastrophenschutz einen Standort auf dem Gelände und führt neben regelmäßigen Übungen auch kontrollierte Brennaktionen zur Minderung der Brandlast im Auftrag der Bundeswehr auf dem Übungsplatz durch.
Der Übungsplatz wird mit Schwerpunkt für Übungen im urbanen Gelände genutzt (Häuserkampf). Die Übungseinrichtungen sind im Einzelnen:
- Drei Ortskampfanlagen (OKA)
  - OKA 1 (Rauhberg) Ortschaft mit großstädtischen Charakter; auf rund 1000 m × 500 m ist dort alles vorhanden, was eine Stadt auszeichnet. Über 70 Häuser unterschiedlicher Grundstruktur, Kanalnetz, Unterführungen, Bahnhof, Schule, Flugplatz und vieles mehr. Anlagen zur Darstellung von Gebäudebränden und Lautsprecher zur Simulation von Gefechtslärm. In Rauhberg kann mit Übungsmunition (Plastik-Trainingsmunition) auf elektrisch gesteuerte Ziele geschossen werden. Scharfschützen können, europaweit einmalig, hier den scharfen Schuss üben.
  - OKA 2 (altes Truppenlager „Taubental“, benannt nach der historischen Landschaftsmarke Taubental) und
  - OKA 3 (alte Kommandantur „Möllendorf“, benannt nach der historischen Ortslage Möllendorf) hier können Einsätze im urbanen Gelände mit Manövermunition trainiert werden.
- Drei Waldkampfschießbahnen für das Schießen mit Handwaffen, teilweise mit Hindernissen, hügeligem und teilweise bebautem Gelände.
- Eine Spezialhindernisbahn, geeignet für das Überwinden von Hindernissen in großen Höhen und Rettung von Verletzten in und aus großen Höhen.
- Fünf weitere Schießbahnen für Handwaffen und Panzerabwehrhandwaffen.
- Fliegerabwehrschießanlage.
- Zwei Sprengplätze für Übungen mit Handgranaten und Sprengmitteln.

## Leitung
Die Leitung des Übungsplatzes zog 2005 nach Brück. Seit dem 1. April 2007 wird der Übungsplatz durch die Truppenübungsplatzkommandantur Klietz im Landkreis Stendal geführt.
Das Personal des Übungsplatzes besteht aus Schießsicherheitspersonal, Ausbilderpersonal der Infanterieschule der Bundeswehr, zivilen Angestellten des Servicecenters der Bundeswehr und der Bundeswehrfeuerwehr des Truppenübungsplatzes.

## Geschichte
Der Truppenübungsplatz Lehnin wurde 1956 unter dem Decknamen „Dunkelkammer“ für die Nationale Volksarmee (NVA) der DDR eingerichtet. 1984 begann der Bau der Ortskampfanlage (OKA) Rauhberg benannt nach der dort gelegenen, auf alten Karten noch verzeichneten Landschaftsmarke Rauhe Bergen, die 1989 zur Nutzung freigegeben wurde. Die Fallschirmjäger der NVA (Luftsturmregiment 40) wurden im Laufe der 1980er Jahre zuerst auf und später am Nordrand des Übungsplatzes stationiert.
Im Oktober 1990 übernahm die Bundeswehr den Platz, die ihn in der Folgezeit noch weiter ausbaute.

## Bestehende und ehemalige Orte auf dem Gelände
Auf dem südwestlichen Gelände des Truppenübungsplatzes Lehnin, nordöstlich von Cammer liegt der noch heute bewohnte Wohnplatz Tornow. Auf dem nordwestlichen Gelände des Truppenübungsplatzes Lehnin, südwestlich von Rädel liegt der Wohnplatz Großheide (Tornower Weg).
Im zentralen Teil des Platzes befand sich früher die Ortslage Möllendorf, nähe der alten Kommandantur „Möllendorf“ (OKA 3). Im rund sechs Kilometer nördlich vom Truppenübungsplatz gelegenem Göhlsdorf erinnert noch heute der Möllendorfer Weg an die ehemalige Ortslage.

## Das Kaiserdenkmal am Kaisergrund
Die im Jahre 1828 aus acht Findlingen errichtete Pyramide erinnert an einen Jagdausflug des Kronprinzen und nachmaligen Königs von Preußen, Friedrich Wilhelm IV. am 2. Januar 1826. An der Stelle, an der jetzt das Denkmal steht, erreichte ihn die Nachricht von der Ernennung seines Schwagers zum Zaren Nikolaus I. von Russland.
Aus diesem Anlass beschloss der Kronprinz, jedes Jahr eine Jagd im Wald zwischen Lehnin und Damelang zu unternehmen. Zwei Jahre später ließ der Oberförster Schmidt das Denkmal errichten, um das aus seiner Sicht bedeutsame Ereignis zu würdigen. Seitdem heißt der Ort „Kaisergrund“.
Im Zweiten Weltkrieg wurde das Denkmal zerstört. Die Bundeswehr und die Bundesforstverwaltung errichteten es 1992 nach Vorlagen aus einem Kloster-Lehnin-Führer von 1914 neu. Dazu pflanzte man rundum Eichen und andere Bäume.

## Kritik
Lokalpolitiker und Bürger aus der naheliegenden Waldgemeinde Borkwalde beklagen regelmäßig starke Lärmbelastungen durch Schießübungen auf dem Truppenübungsplatz.